# Arantza Mancisidor
Arantza Mancisidor Mendizábal (Ormáiztegui, Guipúzcoa, 1948) es una soprano dramática.
Hija de Baltasar Mancisidor y María Mendizábal, es la cuarta de seis hermanos. Finalizó su carrera de canto en el Conservatorio de Burdeos, comenzando sus estudios en Bayona (Francia). Obtuvo el Primer Premio de canto por Unanimidad del Conservatorio de Burdeos. Primer premio de la ciudad de Agen-Aquitania. Tomó parte en diversos programas de televisión a nivel nacional e internacional. Figura en la Enciclopedia del País Vasco. Figura en diversos recortes de prensa nacionales e internacionales, gran parte de los nacionales fueron publicados por Iñaki Linazasoro.

## Biografía
Comenzó sus estudios en el Conservatorio de Baiona y finalizó sus estudios en el Conservatorio de Bourdeaux. Cantante del grupo formado con dos de sus hermanos, José Luis Mancisidor y Dionisio Mancisidor, llamándose así el " Trio Anaiak". Con sus hermanos el "Trío Anaiak" ofrecieron conciertos en todo el País Vasco, haciendo mención especial a Zumárraga, Villarreal de Urrechua, Legazpia, Éibar, etc, les llamaron en diversas ocasiones de Radio Segura y Radio Loyola, hicieron diversas grabaciones para la radio. Por querer realizar sus estudios de canto es cuando se desplazó a Baiona y de ahí a Bourdeaux, donde finalizó su carrera de canto y Arte Dramático. Fue elegida por su profesor Rene Coulon, quien le desplazó con el al conservatorio de Bourdeaux, excelente profesor de canto, de raíces Italianas y Francesas. Fue Primer premio por Unanimidad del Conservatorio de Bourdeaux, uno de los miembros del jurado era la figura estelar de la Gran Opera de París. Fue primer premio de canto de la ciudad de Agen-Aquitania. Tomo parte en diversos programas de televisión tanto nacionales como internacionales, mención especial a sus apariciones en Televisión Española y en Euskal Telebista "Televisión Vasca", consta en diversos recortes de prensa publicados por Iñaki Linazasoro "Escritor" padre del también escritor Karlos Linazasoro, así como en prensa internacional.
Coincidió con los Tenores José Carreras y Plácido Domingo en el Concurso Internacional de Barcelona.
Figura en la Enciclopedia del País Vasco, junto al Tenor Luis Amilibia. Quien fuera director del Teatro de Bourdeaux y a su vez director del Credit Lyonnais se emocionaba al escuchar su voz con todos los fragmentos, en especial la ópera de Puccini -Madama Butterfly. Primer Premio Extraordinario de la Agrupación de Amigos del Gran Teatro de Burdeos y Primer Premio de Canto del conservatorio de la capital girondina.

## Fragmentos de Opera interpretados
- Norma - Tragedia lírica de Vincenzo Bellini.
- Turandot - Giacomo Puccini.
- Tosca - Giacomo Puccini.
- Amarilli - Giulio Caccini.
- Mefistófeles - Arrigo Boito.
- Louise - Gustave Charpentier.
- Madama Butterfly - Giacomo Puccini.